# Клик (телепрограмма)
Click (рус. Клик, ранее Click Online) — это еженедельная телевизионная программа Би-би-си, освещающая новости и последние события в мире технологий и Интернета, с ведущим Спенсером Келли.
С момента своего дебюта в апреле 2000 года, программа выходит каждую неделю. 6 июля 2019 года программа отметила свой 1000-й выпуск.

## Формат
Каждый эпизод представлен ведущим, Спенсером Келли, и содержит сюжеты о технологических разработках по всему миру, созданные группой авторов Би-би-си. Сюжеты охватывают различные «технологические» темы, включая потребительские технологии и проблемы, социальное влияние новых технологий, видеоигр и инноваций в мобильных технологиях.
В настоящее время в программе представлен сегмент «Неделя в технологиях», в котором собраны самые большие новости недели в области технологий.
Программа включала в себя рубрику Webscape, заключительный сегмент с ведущей Кейт Рассел, которая рекомендовала новые и полезные веб-сайты. Этот сегмент был убран, но Рассел продолжает делать общие репортажи для шоу.
Существуют разные выпуски программы, две 30-минутные программы: (показывается на BBC News), глобальная версия (BBC World News) и 15-минутная версия (BBC One и BBC News во время утреннего блока BBC Breakfest). Четырехминутная версия также появляется на BBC World News в разное время недели.
Всемирная служба Би-би-си транслирует еженедельное дочернее радио-шоу, также называемое Click, с ведущими Гаретом Митчеллом и Биллом Томпсоном.

### Локальные версии
Персидско-говорящие зрители могут также смотреть BBC Persian Click онлайн и на канале BBC Persian, с ведущей Нимой Акбарпур. Другие локальные версии должны появиться с осени 2018 года, в том числе Click Tamil в октябре 2018 года, с целью трансляции шоу на 20 языках.

## История
Шоу начиналось как Click Online в апреле 2000 года, с ведущим Стивеном Коулом, и показывало сюжеты, посвященные развитию Интернета и связанных с ним технологий. Четверг, 29 декабря 2005 года, ознаменовал последний выпуск Click Online, поскольку так шоу называлось ранее, совпавшее с отъездом Стивена Коула после 295 выпуска. После этого программа была переименована в Click с новым оформлением, а Спенсер Келли стал новым ведущим. С тех пор она расширила свою деятельность, показывая сюжеты о технологических разработках со всего мира.
Эпизод 774 стал первым в мире программой, снятой и отредактированной полностью на мобильных устройствах.
Программа от 12 марта 2016 года (№ 827) была показана в формате 360° и является первым целым эпизодом телевизионной программы, транслировавшееся как таковая.
6 июля 2019 года был показан 1000-й эпизод шоу. Он состоял из интерактивного эпизода, где зрители могли решать, что смотреть дальше.

### Споры о ботнетах
В 2009 году шоу и Би-би-си вызвали некоторые противоречия, когда показали специальный эпизод, освещающий опасность бот-сетей и то, как легко было попасться в них. Шоу приобрело контроль над ботнетом из примерно 22 000 зараженных компьютеров (за «несколько тысяч долларов») у российского хакера и использовало его для отправки спама на адреса электронной почты, настроенные для эксперимента, и для выполнения DDoS-атак на веб-сайт, созданный Prev-X (компанией по обеспечению интернет-безопасности, которая оказывала техническую поддержку для шоу). После того, как программа была выпущена, компьютерам в ботнете было отправлено программное обеспечение для удаления вредоносных программ, и им было отправлено предупреждение, сообщающее пользователям, что произошло, и что они были уязвимы.

The response was mixed with the show receiving many emails both for and against the programme along with some negative press. The BBC was criticized by some legal consulting organizations as well as computer security companies. Computer security expert and senior technology consultant at Sophos, Graham Cluley, asked in his blog whether the BBC was breaking the Computer Misuse Act — which makes it an offense in the UK to access or modify a third-party computer without the owner’s consent. However internet security commentator Melih Abdulhayoğlu, founder of international computer security company Comodo Group, made a video in support of the BBC. Click rebutted criticisms by stating in its Twitter posts that: 
We would not put out a show like this one without having taken legal advice.
BBC Click Team, from Twitter

### Государственное вмешательство в Википедию
В выпуске от 6 октября 2019 года обсуждалась Википедия и манипуляции со статьями со стороны государственных деятелей, которые могли бы показать их состояние в лучшем свете. Главной темой эпизода были отношения между контролирующими государствами Китая (КНР) и Тайваня (РПЦ) и то, как плохие актеры из Китая манипулировали Википедией с сотнями тысяч правок. Эпизод показал, что, хотя эти правки имели место, они не могут быть получены из КНР; :7:58 также было заявлено, что многие правки были либо отменены, либо возвращены, либо исправлены «на самом деле довольно быстро, до первоначального состояния». :10:40

## Ведущие
Ведущий Click — Спенсер Келли, который уже был репортером и продюсером шоу, а также подготовил сюжеты для программы «Круче не придумаешь» на Channel 5 . Кейт Рассел показывала популярные сайты в еженедельном сегменте Webscape и в настоящее время ведет общую репортерскую деятельность. Среди других репортеров — Дэн Симмонс, Лара Левингтон, Л. Дж. Рич, Пол Картер, Джен Копестаке, Марк Сислак, Ник Квек, Суми Дас, и Кейт Рассел.
Предыдущим ведущим шоу были Стивен Коул, который покинул Би-би-си, чтобы работать на Al Jazeera International.
Другие журналисты Би-би-си иногда представляют сюжеты программы.